# Cerro Cinotepeque
El cerro Cinotepeque és un petit volcà d'El Salvador. El seu cim s'eleva fins als 665 msnm i és el més gran dels diversos petits volcans que s'estenen al nord d'Aguilares.